# Porta Mølmer–Sørensen

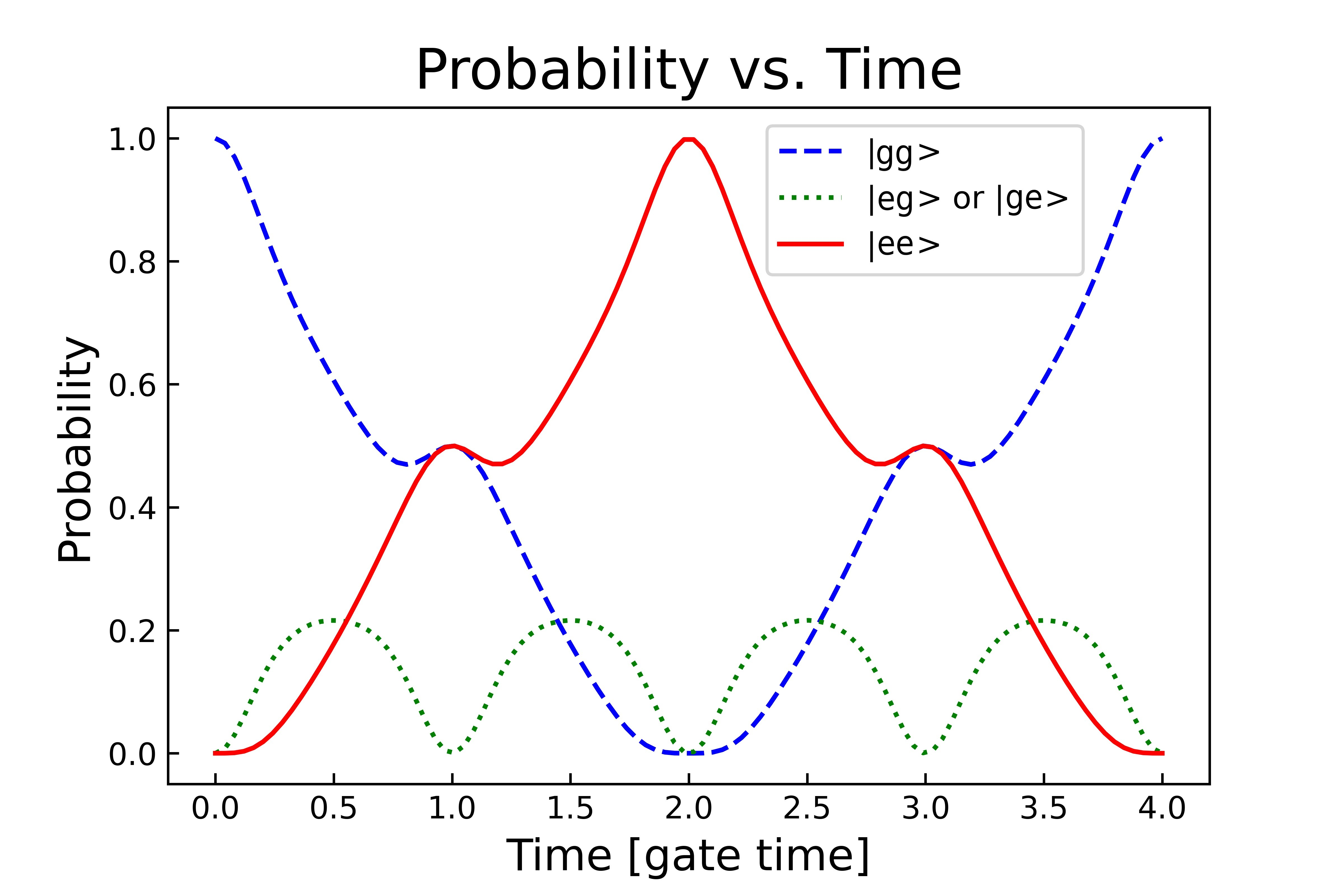
L'ocupació del qubit durant quatre cicles de porta.

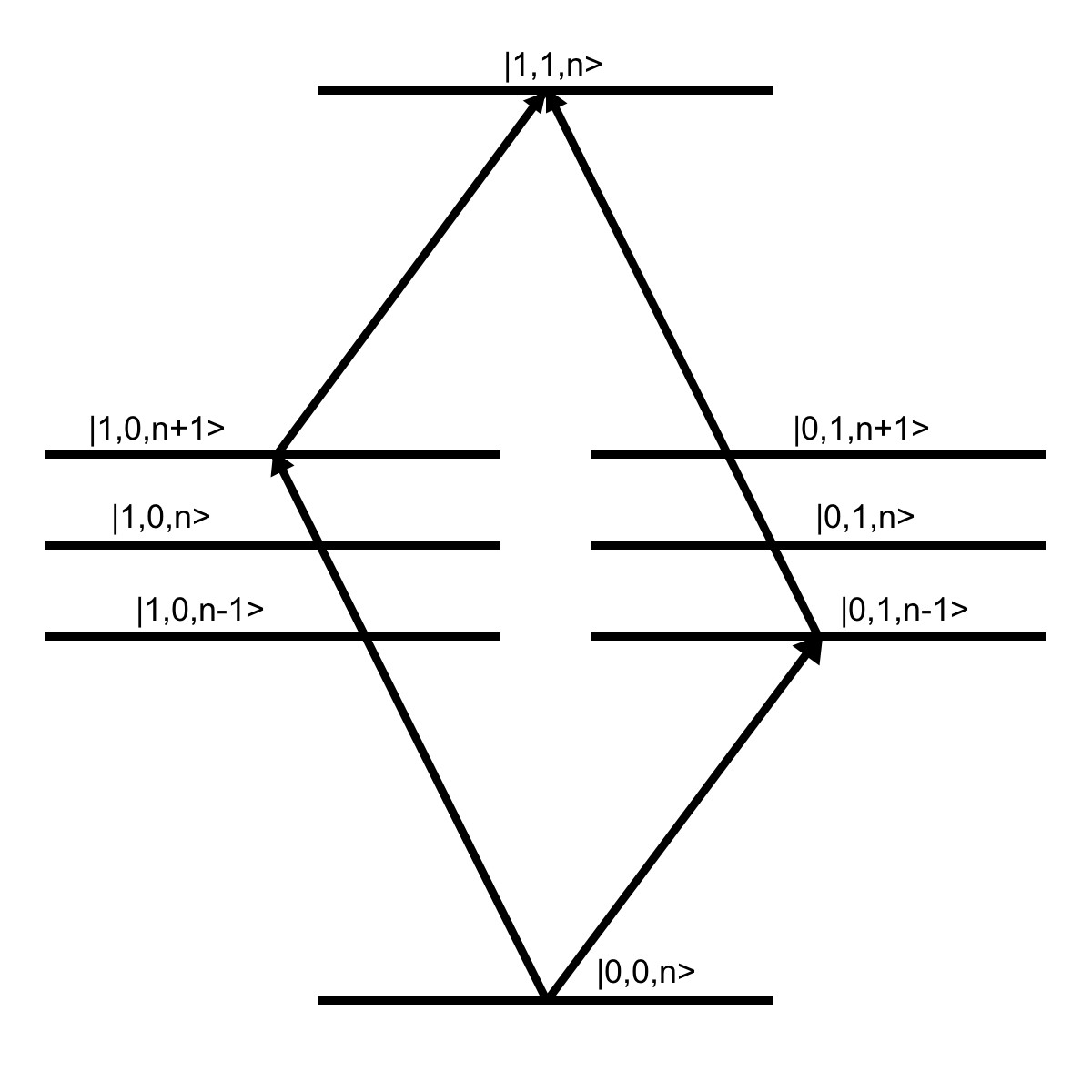
Diagrama de nivells d'energia de Molmer-Sorensen. Una representació del diagrama de nivells d'energia per a la interacció Mølmer-Sørensen, simplificada a partir dels diagrames de la figura 2 de "Multi-particle entanglement of hot trapped ions" de Klaus Mølmer i Anders Sørensen.

En computació quàntica, l'esquema de porta Mølmer–Sørensen (o porta MS) es refereix a un procediment d'implementació per a diverses portes lògiques quàntiques de diversos qubits que s'utilitzen principalment en la computació quàntica d'ions atrapats. Aquest procediment es basa en la proposta original de Klaus Mølmer i Anders Sørensen el 1999-2000.
Aquesta proposta era una alternativa a la implementació de la porta NO controlada Cirac-Zoller de 1995 per als ions atrapats, que requereix que el sistema es restringeixi a l'estat fonamental de moviment conjunt dels ions.
En una porta MS, els estats entrellaçats es preparen il·luminant ions amb un camp de llum bicromàtic. Mølmer i Sørensen van identificar dos règims en els quals això és possible:
1. Un règim de camp feble, on l'absorció d'un sol fotó es suprimeix i els processos de dos fotons interfereixen d'una manera que fa que la dinàmica de l'estat intern sigui insensible a l'estat vibracional.
2. Un règim de camp fort on els ions individuals s'exciten de manera coherent i l'estat de moviment s'entrellaça molt amb l'estat intern fins que totes les excitacions no desitjables s'eliminen de manera determinista cap al final de la interacció.

Els ions atrapats van ser identificats per Ignacio Cirac i Peter Zoller a la Universitat d'Innsbruck, Àustria l'any 1995, com el primer sistema realista amb el qual implementar un ordinador quàntic, en una proposta que incloïa un procediment per implementar una porta CNOT mitjançant l'acoblament d'ions a través dels seus ions. moviment col·lectiu. Un inconvenient important de l'esquema de Cirac i Zoller va ser que requeria que el sistema iònic atrapat estigués restringit al seu estat fonamental de moviment conjunt, cosa que és difícil d'aconseguir experimentalment. La porta CNOT de Cirac-Zoller no es va demostrar experimentalment amb dos ions fins 8 anys més tard, el 2003, amb una fidelitat del 70-80%. Al voltant de 1998, hi va haver un esforç col·lectiu per desenvolupar portes de dos qubits independents de l'estat de moviment dels ions individuals, un dels quals va ser l'esquema proposat per Klaus Mølmer i Anders Sørensen a la Universitat d'Aarhus, Dinamarca.